# Дудка, Лука Минович

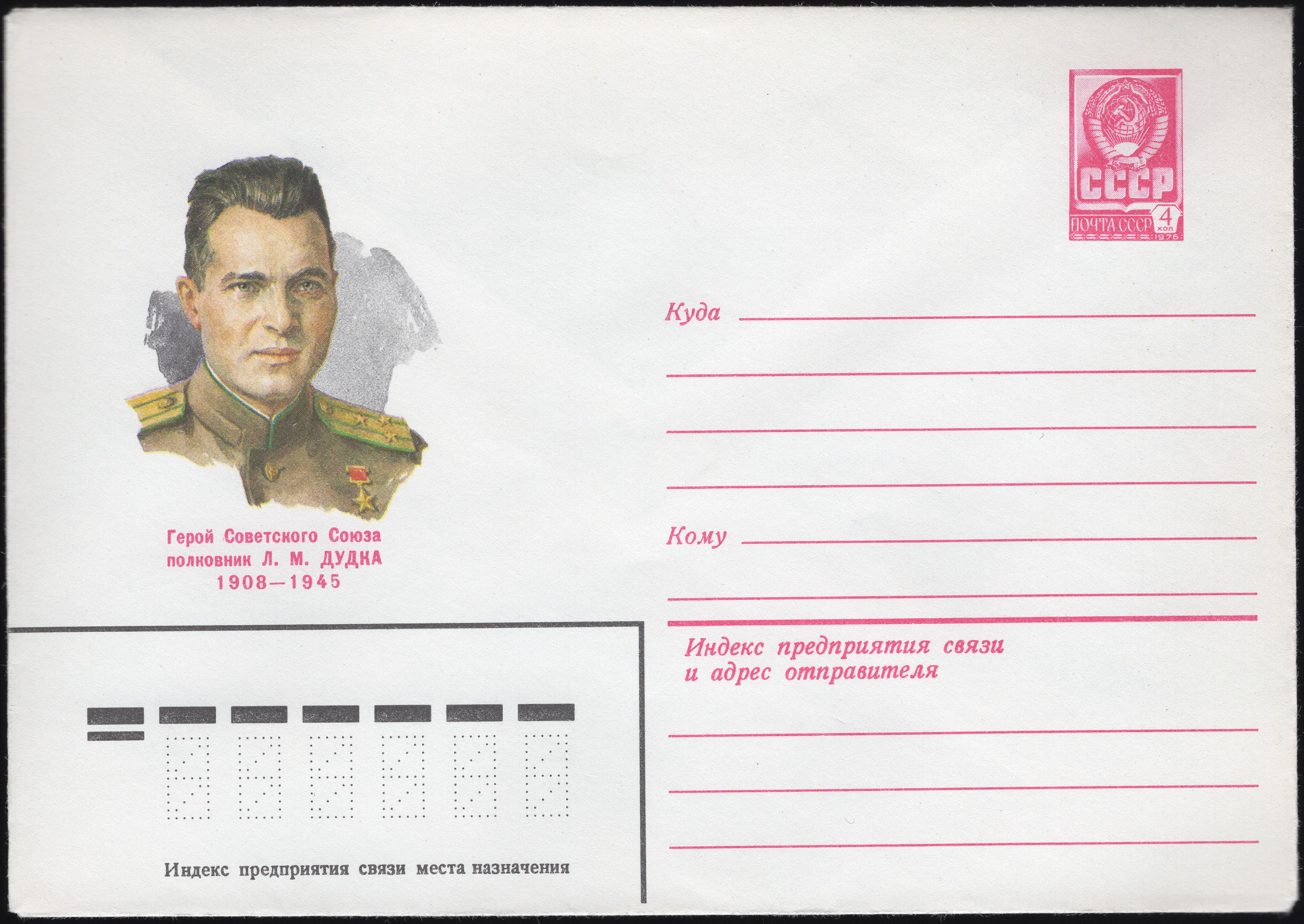
Почтовый конверт СССР, 1980 год

Лука Минович Дудка (1908—1945) — советский офицер, участник Великой Отечественной войны, Герой Советского Союза (1943). Полковник (1944).

## Биография
Родился 7 (по новому стилю — 20) октября 1908 года в селе Песчаное (ныне — Решетиловский район Полтавской области Украины) в крестьянской семье. После окончания начальной школы работал заведующим хозяйством в сельскохозяйственной коммуне «Жовтневи Зори» в селе Дьячково Диканьского района.
В сентябре 1930 года призван на службу в пограничные войска ОГПУ СССР. Окончил школу младшего комсостава при 15-м Заславском пограничном отряде (Белорусский пограничный округ) в 1931 году, после чего служил в этом отряде младшим командиром маневренной группы до апреля 1932 года. Тогда его направили на учёбу и в ноябре 1932 года Дудко окончил курсы по подготовке начальствующего состава пограничных войск при Высшей пограничной школе ОГПУ СССР в Москве. С конца 1932 года служил в 39-м Ленинаканском пограничном отряде в Армянской ССР: помощник начальника и начальник пограничной заставы, начальник штаба пограничной комендатуры, комендант пограничного участка. В 1941 году заочно окончил первый курс Военной академии РККА имени М. В. Фрунзе. Вступил в ВКП(б) в 1931 году.
После начала Великой Отечественной войны, в июле 1941 года, находившийся в Москве капитан Л. М. Дудка был зачислен в Красную армию и назначен помощником начальника штаба 921-го стрелкового полка 249-й стрелковой дивизии, которая формировалась в Московском военном округе (Загорск) в основном из числа пограничников. В конце июля прибыл с дивизией в 31-ю армию Резервного фронта. В октябре стал заместителем командира этого полка, участвовал в битве за Москву: в Вяземской и Калининской оборонительных операциях, в Торопецко-Холмской наступательной операции (19 октября дивизия была передана в 22-ю армию Калининского фронта).
С января 1942 года — командир 491-го стрелкового полка 159-й стрелковой дивизии, которая формировалась в Уральском военном округе. В апреле 1942 года дивизия вошла в 3-ю резервную армию, в июле — в 60-ю армию Воронежского фронта. Принимал участие в обороне Воронежа в ходе Воронежско-Ворошиловградской оборонительной операции. Там 27 июля его сняли с должности, арестовали и отдали под суд военного трибунала по обвинению в трусости. «Трусость» заключалась в том, что во время атаки возглавлявший её командир полка майор Дудка продвинулся далеко вперёд, с группой бойцов был огнём отрезан от основных сил полка и до наступления темноты держал круговую оборону и как было написано в обвинительном заключении «всё это время не управлял полком», а ночью вернулся с бойцами в свой полк. 7 августа 1942 года военный трибунал Воронежского фронта приговорил его к 10 годам исправительно-трудовых лагерей с отсрочкой исполнения приговора и направил в Отдельный штрафной батальон Воронежского фронта. Там его назначили командиром взвода. Как искупивший вину в боях, тем же трибуналом 4 ноября 1942 года от наказания был освобождён со снятием судимости, назначен начальником штаба 177-го армейского запасного стрелкового полка 60-й армии.
С 27 декабря 1942 года командовал 748-м стрелковым полком 206-й стрелковой дивизии в 47-й и в 40-й армиях Воронежского (с 20.10.1943 — 1-го Украинского) фронта. Участвовал в Рыльско-Сумской операции, в Курской битве, в Белгородско-Харьковской и Сумско-Прилукской наступательных операциях. В бою 6 сентября 1943 года был ранен, оставшись в строю. С 17 по 21 сентября исполнял обязанности командира дивизии.
Командир 748-го стрелкового полка 206-й стрелковой дивизии 40-й армии Воронежского фронта подполковник Лука Минович Дудка особенно отличился во время битвы за Днепр. В ночь с 25 на 26 сентября 1943 года полк Дудки на предусмотрительно собранных по пути наступления переправочных средствах с ходу переправился через Днепр в районе села Пекари Каневского района Черкасской области Украинской ССР и захватил плацдарм с господствующей высотой на его западном берегу. За последующие сутки полк отбил восемь вражеских контратак. Когда 27 сентября противник предпринял атаку силами около 250 солдат и офицеров на участке обороны, где осталось в живых только 11 бойцов, Дудка сумел организовать оперативную переброску подразделений и отражение атаки.
Указом Президиума Верховного Совета СССР от 25 октября 1943 года за «успешное форсирование реки Днепр южнее Киева, прочное закрепление плацдарма на западном берегу реки Днепр и проявленные при этом отвагу и геройство» подполковнику Луке Миновичу Дудке присвоено звание Героя Советского Союза с вручением ордена Ленина и медали «Золотая Звезда» за номером 1263.
С декабря 1943 года находился в отпуске, затем в 1944 году окончил Курсы усовершенствования командного состава. С июня 1944 года — заместитель командира 192-й стрелковой дивизии 31-й армии 3-го Белорусского фронта. Участвовал в Витебско-Оршанской, Минской, Вильнюсской, Каунасской, Прибалтийской, Мемельской и Гумбиннен-Гольдапской наступательных операциях. При этом дважды, с 30 июня по 2 июля и с 19 по 22 августа 1944 года временно исполнял обязанности командира дивизии.
С ноября 1944 года — командир 25-й гвардейской механизированной бригады в 7-м гвардейском механизированном корпусе на 1-м Украинском фронте. Во главе бригады участвовал в боях в Польше и в Германии Висло-Одерской, Нижнесилезской, Верхнесилезской, Берлинской наступательных операциях. За отличия при форсировании Одера бригада под его командованием была награждена орденом Богдана Хмельницкого (5.04.1945 г.).
25 апреля 1945 года гвардии полковник Лука Дудка погиб в бою при штурме Берлина. Похоронен на Кутузовском мемориале в городе Болеславец Нижнесилезского воеводства Польши.

## Награды
- Герой Советского Союза (25.10.1943)
- Орден Ленина (25.10.1943)
- Два ордена Красного Знамени (10.07.1944, 14.04.1945)
- Орден Суворова 3-й степени (8.04.1943)
- Орден Отечественной войны 1-й степени (16.06.1945, посмертно)
- Медаль «За боевые заслуги» (3.11.1944)

## Память
- В 1975 году навечно зачислен в списки личного состава погранзаставы, которая была также названа его именем[5][10].
- Именем Л. М. Дудки названы улицы в Каневе и Гюмри, школы в родном селе Песчаное и в Гюмри[5].
- На здании школы села Песчаное установлена мемориальная доска[5].